# ボリス・サイディズ

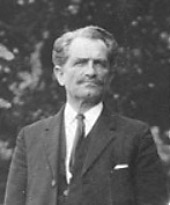
ボリス・サイディズ

ボリス・サイディズ（Boris Sidis, 1867年10月12日 - 1923年10月24日）は、当時ロシア領だったウクライナ出身の米国の心理学者、精神分析学者、教育哲学者、精神科医。

## 概要
ユダヤ系としてジトーミル州ベルディチェフに生まれる。ユダヤ人の経済的活動、学業を制限する法（五月勅令）を破ったために政治犯として迫害を受け、1887年、帝政ロシアから米国に移住し、ハーヴァード大学で心理学を教えると共に、精神分析家として患者の治療に従事して多数の著作を残した。精神病理学や集団心理学や睡眠科学の先駆者として、20世紀初頭に影響力が強かった。ニューヨーク州精神病理学研究所の創設や異常心理学ジャーナルの創刊にも関与。安静療法を米国流に解釈して実践した功績も大きい。
しかし、自らの科学的好奇心の赴くまま、息子ウィリアム・ジェイムズ・サイディズに極端な早期英才教育を施した挙句、社会に適応できない変人（精神異常の可能性もあった）に育て上げたことや、心理学界の主流に反旗を翻すとともに、フロイトに非難を浴びせたことでも知られる。
この事もあり、米国心理学界に貢献したにもかかわらず同学界から追放され、1923年に脳出血のためポーツマスで亡くなった。同地のサウス墓地に息子ウィリアムと共に埋葬されている。